# Torradovirus
Genre
Espèces de rang inférieur
- espèce-type : Tomato torrado virus

Torradovirus est un genre de virus de la famille des Secoviridae, qui comprend cinq espèces acceptées par l'ICTV. Ce sont des virus à ARN linéaire à simple brin à polarité positive, rattachés au groupe IV de la classification Baltimore, qui infectent les plantes (phytovirus).

## Étymologie
Le nom générique, « Torradovirus », est dérivé du nom de l'espèce-type, Tomato torrado virus. « Torrado » est un terme espagnol qui signifie « grillé, torréfié » en référence à la nécrose sévère (phénotype « brûlé ») observée chez les plantes infectées par ce virus.

## Structure
Les virions, non enveloppés, sont des particules à capside quasi-sphérique à symétrie icosaédrique de 25 à 30 nm de diamètre (T=pseudo3).
Le génome, bipartite, est réparti en deux segments d'ARN simple brin de polarité positive, linéaire, ARN1 et ARN2, de 7 kb et 4,6 à 5,4 kb respectivement. L'extrémité 5' a une protéine liée au génome (VPg).

## Liste des espèces et non-classés
Selon NCBI (29 janvier 2021) :
- Carrot torradovirus 1 (CaTV 1)
- Lettuce necrotic leaf curl virus (LNLCV)
- Motherwort yellow mottle virus (MYMoV)
- Squash chlorotic leaf spot virus (SCLSV)
- Tomato marchitez virus (ToMarV)
- Tomato torrado virus (ToTV)
- non-classés 
  - Cassava Torrado-like virus
  - Celery torradovirus 1
  - Red clover torradovirus 1
  - Tomato chocolate spot virus
  - Tomato chocolate virus
  - Tomato necrotic dwarf virus